# Тягооснащеність
Тягооснащеність (англ. thrust-to-weight ratio або T/W) — відношення тяги силової установки літального апарата до його ваги; один з найважливіших параметрів, що визначають льотно-технічні характеристики ЛА. Від тягооснащеності залежать максимальна швидкість ЛА, час набору висоти (швидкопідйомність) і розгону до заданої швидкості, максимальна висота польоту, довжина розбігу, а також його маневрені характеристики.
Важливою характеристикою літака є стартова тягооснащеність — відношення злітної тяги силової установки до його злітної ваги. У 1980-х рр. стартова тягооснащеність винищувачів і винищувачів-бомбардувальників становила 1,2—0,5; військово-транспортних і пасажирських літаків — 0,35—0,3
Тягооснащеність може бути дуже різною для літальних апаратів різних систем. У планера, наприклад, ця величина строго дорівнює нулю. Але це не заважає пілоту планера здійснювати польоти тривалістю в добу і протяжністю в тисячі кілометрів. У той же час, тягооснащеність палубного винищувача з вертикальним злетом за визначенням перевищує одиницю.
Для реактивних двигунів тягооснащеність є безрозмірною величиною (відношення Ньютон тяги до Ньютона ваги). Поршневі двигуни зазвичай характеризуються їх енергооснащеністю (Вт/кг).